# Touvre
Touvre é uma comuna francesa na região administrativa da Nova Aquitânia, no departamento de Charente. Estende-se por uma área de 9,06 km². Em 2010 a comuna tinha 1 190 habitantes (densidade: 131,3 hab./km²).